# فوينتيسباينا
بلدية فوينتيسباينا (بالإسبانية: Fuentespina)‏, هي إحدى بلديات مقاطعة برغش, التي تقع في منطقة قشتالة وليون, والتي تقع في شمال غرب إسبانيا.
يبلغ عدد سكانها 646 نسمة وفقاً لإحصائية سنة (2002).